# Lijst van hoogste gebouwen van Zuid-Amerika

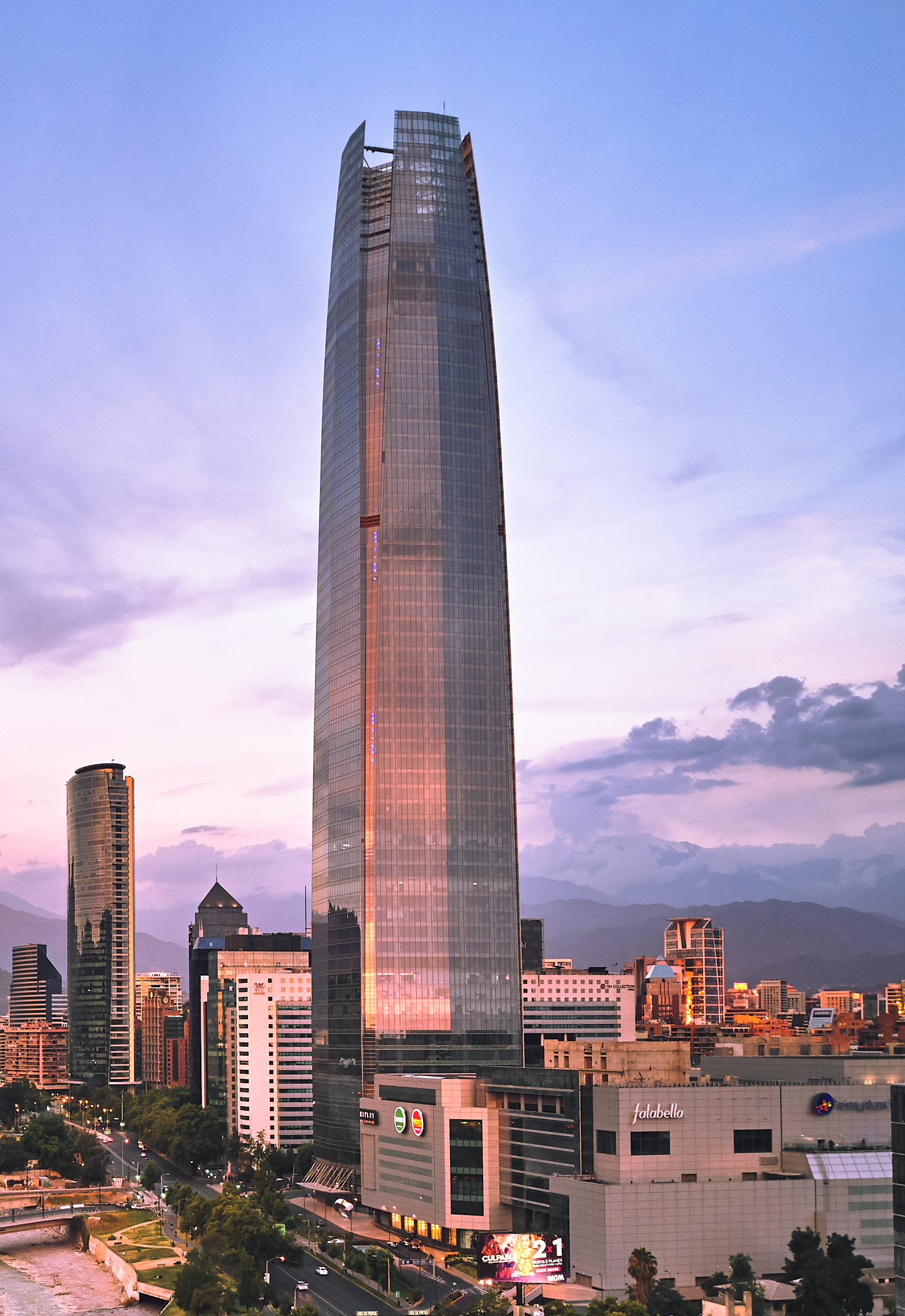
1. Costanera Center

Op deze lijst zijn de hoogste gebouwen van het werelddeel Zuid-Amerika weergegeven. De antenne is in dit geval meegerekend, en torens etc. niet.

## Hoogste gebouwen - Top 50

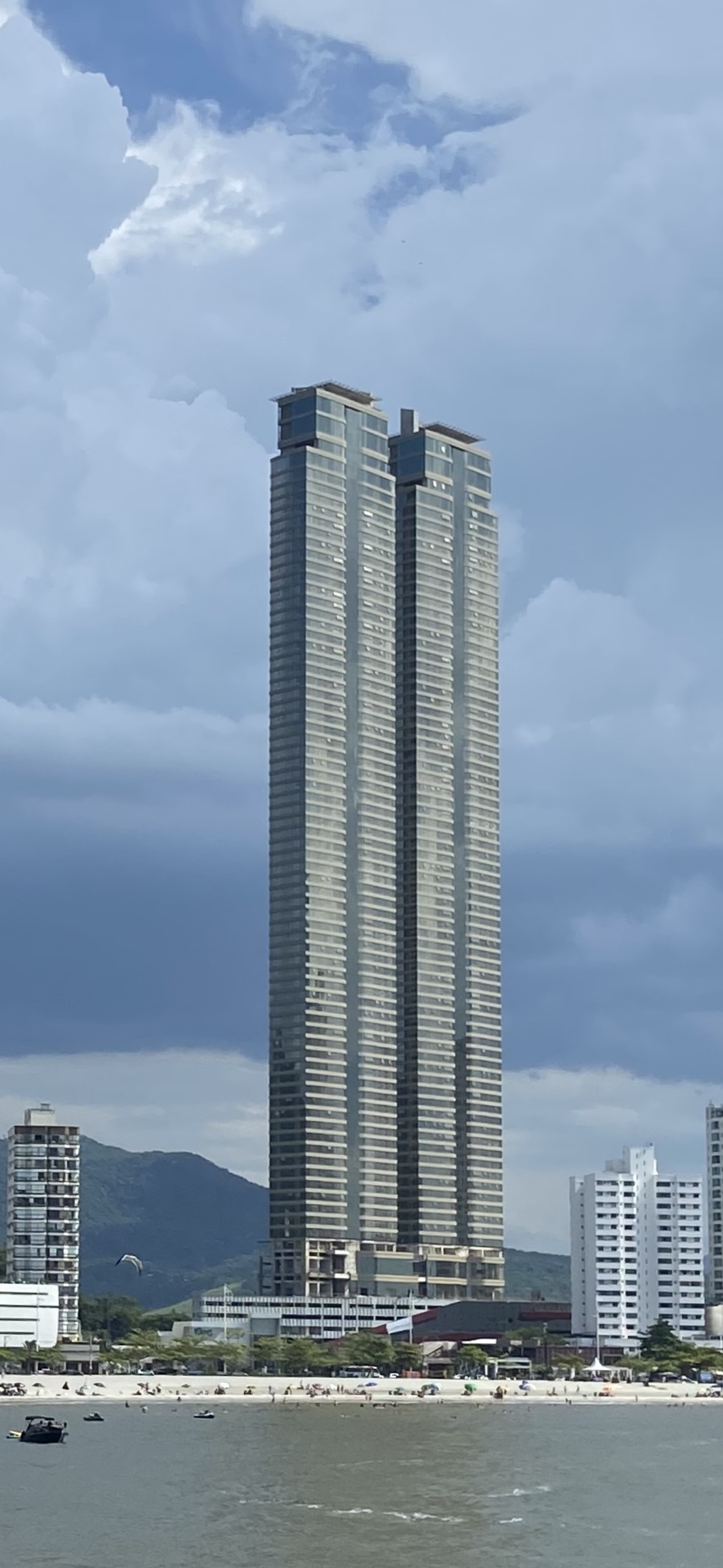
2. Yachthouse Residence Club
(Toren 1 & 2)

4. One tower

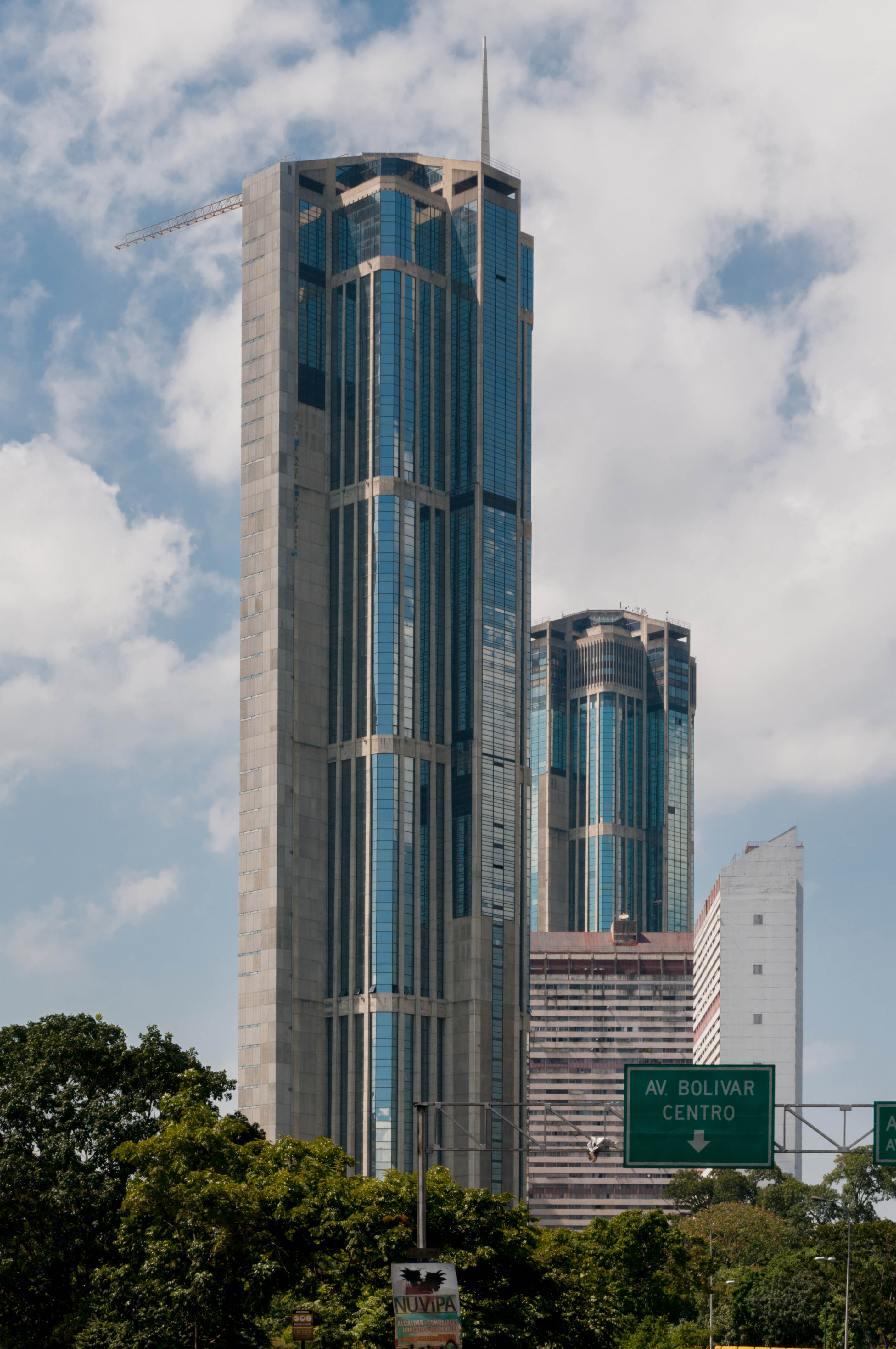
5. Parque Central Torre Este
8. Parque Central Torre Oeste

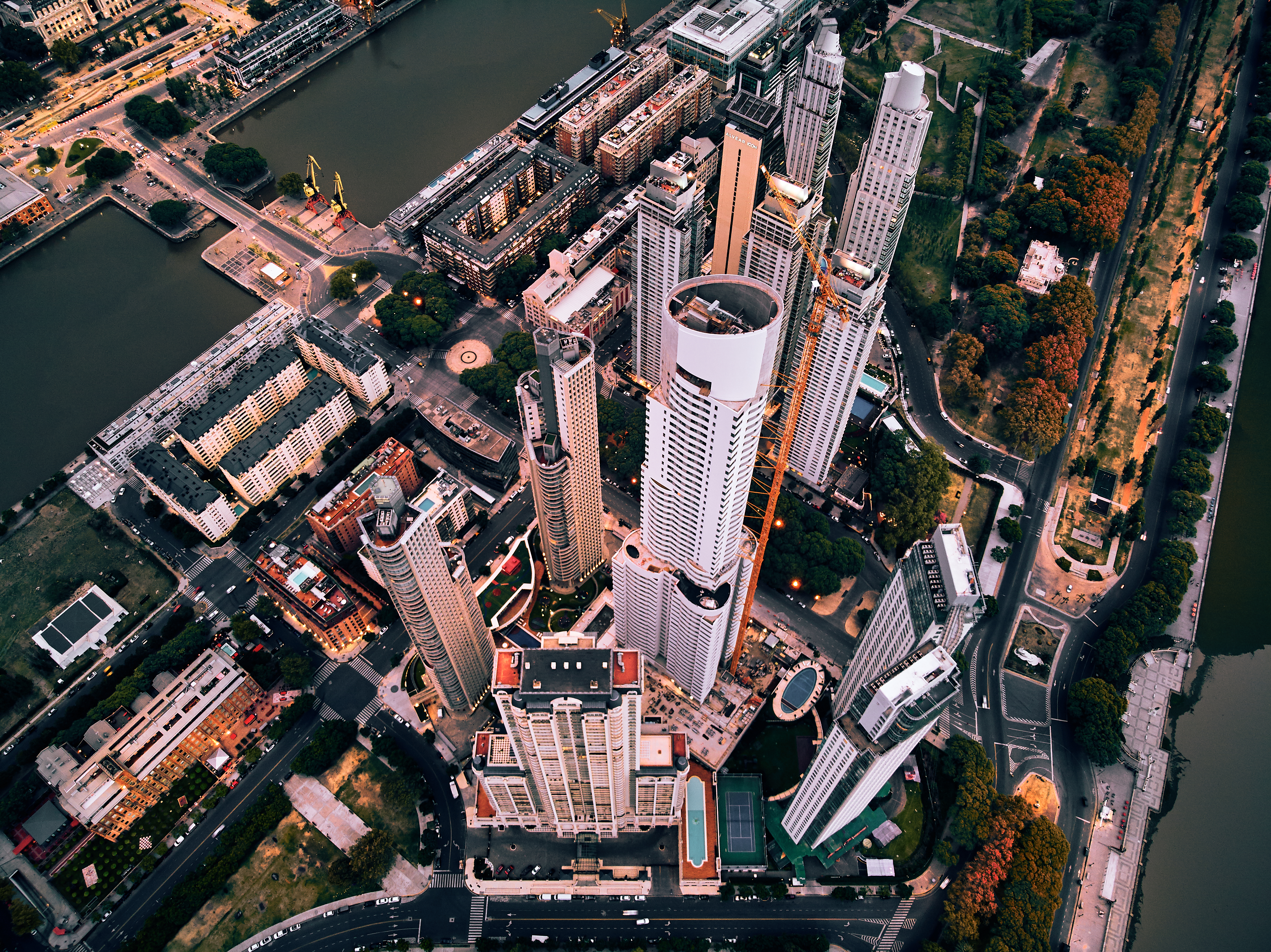
6. Alvear Tower

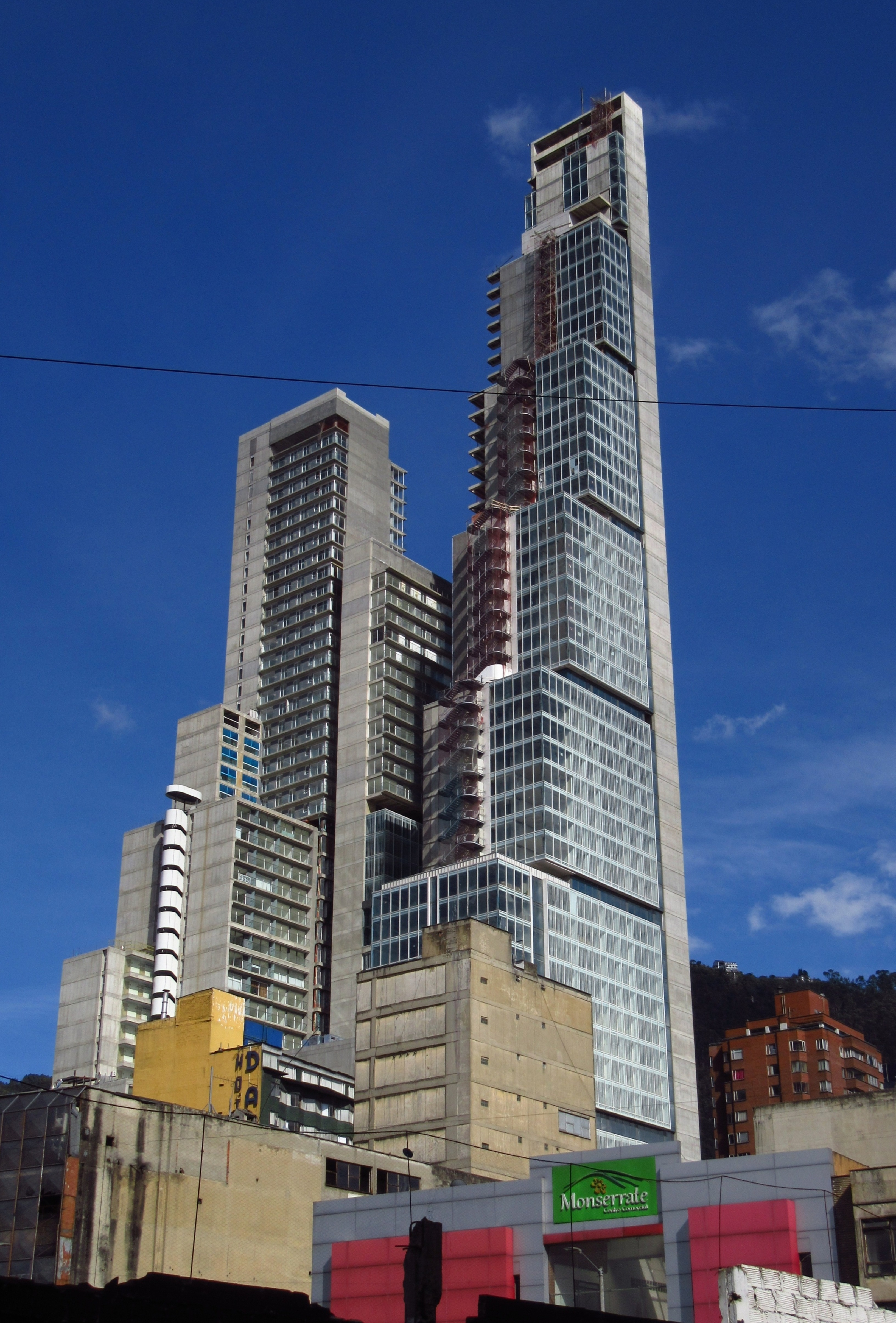
9. BD Bacata Torre Sur

| Positie | Gebouw                              | Plaats             | Land       | Hoogte | Etages | Jaar |
| ------- | ----------------------------------- | ------------------ | ---------- | ------ | ------ | ---- |
| 1       | Costanera Center                    | Santiago           | Chili      | 300 m  | 60     | 2014 |
| 2       | Yachthouse Residence Club (toren 1) | Balneário Camboriú | Brazilië   | 294 m  | 81     | 2023 |
| 2       | Yachthouse Residence Club (toren 2) | Balneário Camboriú | Brazilië   | 294 m  | 81     | 2023 |
| 4       | One Tower                           | Balneário Camboriú | Brazilië   | 290 m  | 84     | 2022 |
| 5       | Parque Central Torre Este           | Caracas            | Venezuela  | 255 m  | 56     | 1979 |
| 6       | Alvear Tower                        | Buenos Aires       | Argentinië | 239 m  | 54     | 2018 |
| 7       | Infinity Coast                      | Balneário Camboriú | Brazilië   | 235 m  | 66     | 2019 |
| 8       | Parque Central Torre Oeste          | Caracas            | Venezuela  | 225 m  | 56     | 1984 |
| 9       | BD Bacatá Torre Sur                 | Bogota             | Colombia   | 216 m  | 67     | 2017 |
| 10      | Epic Tower                          | Balneário Camboriú | Brazilië   | 209 m  | 55     | 2020 |
| 11      | Hotel Estelar                       | Cartagena          | Colombia   | 202 m  | 52     | 2016 |
| 12      | Torre Colpatria                     | Bogota             | Colombia   | 196 m  | 50     | 1979 |
| 13      | Titanium La Portada                 | Santiago           | Chili      | 194 m  | 55     | 2010 |
| 14      | Centro de Comercio Internacional    | Bogota             | Colombia   | 192 m  | 50     | 1974 |
| 15      | Orion Complex                       | Goiânia            | Brazilië   | 191 m  | 50     | 2018 |
| 16      | Centro Financiero Confinanzas       | Caracas            | Venezuela  | 190 m  | 44     | 1994 |
| 16      | Plaza Bocagrande                    | Cartagena          | Colombia   | 190 m  | 44     | 2017 |
| 18      | Torre E                             | Bogota             | Colombia   | 184 m  | 46     | 2017 |
| 19      | Torre De Cali                       | Cali               | Colombia   | 183 m  | 44     | 1980 |
| 20      | Banco Mercantil                     | Caracas            | Venezuela  | 179 m  | 40     | 1982 |
| 21      | Millennium Palace                   | Balneário Camboriú | Brazilië   | 177 m  | 46     | 2014 |
| 22      | Torre Coltejer                      | Medellín           | Colombia   | 175 m  | 37     | 1972 |
| 22      | Torre Cavia                         | Buenos Aires       | Argentinië | 175 m  | 44     | 2009 |
| 22      | Torre Renoir 2                      | Buenos Aires       | Argentinië | 175 m  | 51     | 2012 |
| 22      | The Icon                            | Barranquilla       | Colombia   | 175 m  | 41     | 2021 |
| 26      | Alameda Jardins Residence           | Balneário Camboriú | Brazilië   | 174 m  | 45     | 2016 |
| 27      | Kingdom Park Vaca Brava             | Goiânia            | Brazilië   | 173 m  | 44     | 2022 |
| 28      | Platina 220                         | São Paulo          | Brazilië   | 172 m  | 40     | 2022 |
| 29      | Ciudadela San Martín                | Bogota             | Colombia   | 171 m  | 47     | 1983 |
| 30      | Mirante do Vale                     | São Paulo          | Brazilië   | 170 m  | 51     | 1960 |
| 30      | El Faro I                           | Buenos Aires       | Argentinië | 170 m  | 46     | 2003 |
| 30      | El Faro II                          | Buenos Aires       | Argentinië | 170 m  | 46     | 2005 |
| 30      | Grand Bay Club                      | Cartagena          | Colombia   | 170 m  | 46     | 2011 |
| 30      | Torres del Poeta C                  | La Paz             | Bolivia    | 170 m  | 40     | 2018 |
| 30      | Torres del Poeta D                  | La Paz             | Bolivia    | 170 m  | 40     | 2018 |
| 36      | Figueira Altos do Tatuapé           | São Paulo          | Brazilië   | 168 m  | 52     | 2021 |
| 37      | BD Bacatá Torre Norte               | Bogota             | Colombia   | 167 m  | 56     | 2017 |
| 38      | Edifício Itália                     | São Paulo          | Brazilië   | 165 m  | 46     | 1965 |
| 38      | Império das Ondas                   | Balneário Camboriú | Brazilië   | 165 m  | 51     | 2016 |
| 40      | Villa Serena Torre A                | Balneário Camboriú | Brazilië   | 164 m  | 49     | 2012 |
| 40      | Villa Serena Torre B                | Balneário Camboriú | Brazilië   | 164 m  | 49     | 2012 |
| 42      | Rio Sul Center                      | Rio de Janeiro     | Brazilië   | 163 m  | 48     | 1982 |
| 42      | Edificio Majestic                   | Bucaramanga        | Colombia   | 163 m  | 42     | 2015 |
| 42      | Green Tower                         | La Paz             | Bolivia    | 163 m  | 40     | 2022 |
| 45      | Torres Mulieris Norte               | Buenos Aires       | Argentinië | 162 m  | 45     | 2009 |
| 45      | Torres Mulieris Sur                 | Buenos Aires       | Argentinië | 162 m  | 45     | 2009 |
| 45      | Mirage 57                           | Barranquilla       | Colombia   | 162 m  | 43     | 2016 |
| 48      | Edifício Altino Arantes             | São Paulo          | Brazilië   | 161 m  | 36     | 1947 |
| 48      | Edificio Avianca                    | Bogota             | Colombia   | 161 m  | 41     | 1969 |
| 48      | Museo de Parque Central 2           | Bogota             | Colombia   | 161 m  | 43     | 2016 |

### Verder onder de 160 meter
| Gebouw                                       | Plaats             | Land       | Hoogte | Etages | Jaar |
| -------------------------------------------- | ------------------ | ---------- | ------ | ------ | ---- |
| Torre del Café                               | Medellín           | Colombia   | 160 m  | 36     | 1975 |
| Centro Financiero Provincial                 | Caracas            | Venezuela  | 160 m  | 35     | 1984 |
| Torre Repsol-YPF                             | Buenos Aires       | Argentinië | 160 m  | 36     | 2008 |
| Vision Tower                                 | Balneário Camboriú | Brazilië   | 160 m  | 38     | 2017 |
| Torre le Parc                                | Buenos Aires       | Argentinië | 158 m  | 51     | 1996 |
| Centro Empresarial Nações Unidas Torre Norte | São Paulo          | Brazilië   | 158 m  | 38     | 1999 |
| Torre Antel                                  | Montevideo         | Uruguay    | 158 m  | 32     | 2002 |
| Begônias Parque Cidade Jardim                | São Paulo          | Brazilië   | 158 m  | 41     | 2008 |
| Jabuticabeiras Parque Cidade Jardim          | São Paulo          | Brazilië   | 158 m  | 41     | 2008 |
| Magnólias Parque Cidade Jardim               | São Paulo          | Brazilië   | 158 m  | 41     | 2008 |
| Resedá Parque Cidade Jardim                  | São Paulo          | Brazilië   | 158 m  | 41     | 2008 |
| Torre Ipes Parque Cidade Jardim              | São Paulo          | Brazilië   | 158 m  | 41     | 2009 |
| Torre Zineas Parque Cidade Jardim            | São Paulo          | Brazilië   | 158 m  | 41     | 2009 |
| Torre Limantos Parque Cidade Jardim          | São Paulo          | Brazilië   | 158 m  | 41     | 2011 |

## Lijsten
- Lijsten van hoge gebouwen